# Fischbach (Arnsdorf)
Fischbach ist ein Gemeindeteil der Gemeinde Arnsdorf im Landkreis Bautzen in Sachsen. Das ehemals eigenständige Dorf wurde im Jahr 1999 in die Gemeinde Arnsdorf eingegliedert.

## Geographie

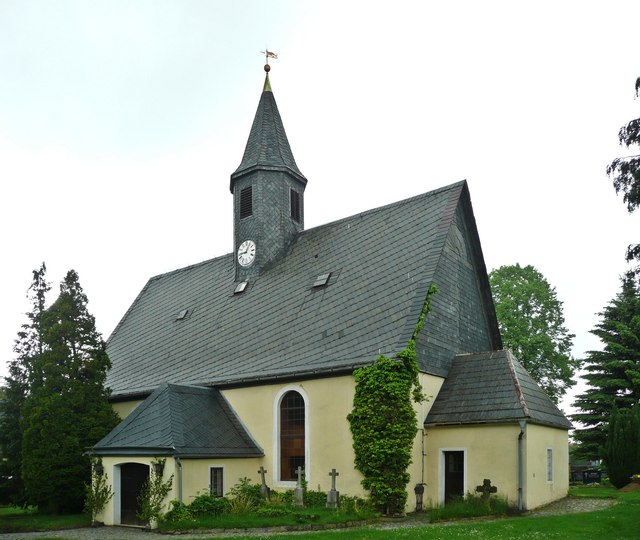
Pfarrkirche in Fischbach

Fischbach liegt in der gleichnamigen Gemarkung im Osten der Gemeinde Arnsdorf. Es ist umgeben von Arnsdorf selbst im Nordwesten, den Großharthauer Ortsteilen Seeligstadt und Schmiedefeld im Nordosten bzw. Osten, dem Stolpener Ortsteil Rennersdorf-Neudörfel im Südosten sowie dem Dürrröhrsdorf-Dittersbacher Ortsteil Wilschdorf im Süden.
Fischbach erstreckt sich in Nordwest-Südost-Richtung an einem linken Nebenbach der Schwarzen Röder. Westlich von Fischbach dehnt sich der Karswald aus. Das Dorf ist umgeben von landwirtschaftlich genutzten Flächen. Ein Großteil der bebauten Fläche liegt innerhalb des jahrhundertealten Dorffriedens, also der Grenze, die Höfe und Gärten von den Feldern trennte. Einzig im Norden des Dorfes bildete sich eine Kleinsiedlung auf alter Feldflur heraus.
Durch Fischbach verläuft die Staatsstraße 159 unter dem Namen Stolpener Straße. An einem Kreisverkehr trifft sie auf die Bundesstraße 6, die als Bautzner Landstraße im Süden der Fischbacher Flur entlangführt. Weitere Ortsverbindungsstraßen sind die Seeligstädter und die Wilschdorfer Straße. Der Fischbacher Dorfkern liegt entlang der Haupt- und Mittel- sowie der Röderstraße. Weitere Straßen in Fischbach sind der Wiesen-, der Wirtschafts- und der Siedlungsweg sowie die Johann-Joachim-Kaendler-Straße.
An den ÖPNV ist Fischbach über die Buslinien 265 von Müller Busreisen und 755 des Regionalbus Oberlausitz angebunden. Im benachbarten Arnsdorf besteht Eisenbahnanschluss entlang der Bahnstrecken Görlitz–Dresden und Kamenz–Pirna.

## Geschichte

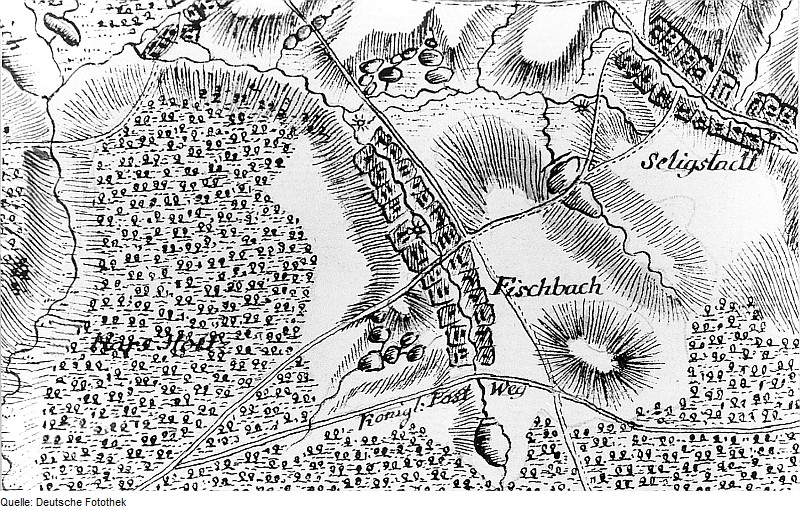
Fischbach auf einer Karte aus dem 18. Jahrhundert

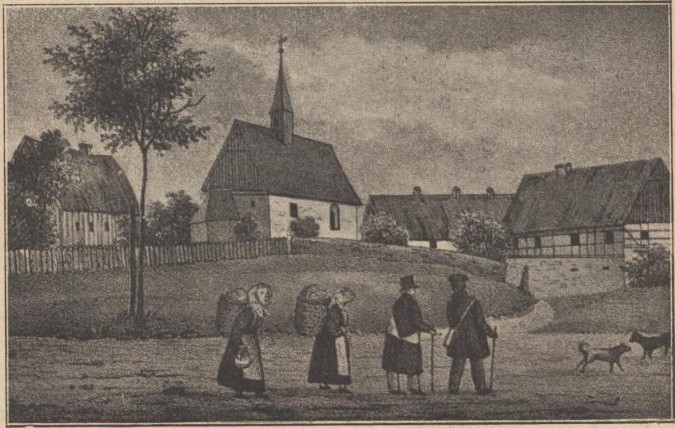
Fischbach um das Jahr 1830

Der Ortsname Fischbach fand 1241 erstmals Erwähnung in den Schreibweisen „Vispach“, „Visbac“, „Visbach“ und „Vischpach“. Er ist mittelhochdeutschen Ursprungs und trägt die naheliegende Bedeutung „Siedlung am fischreichen Bach“. Aus späteren Jahrhunderten sind unter anderem die Formen „Vyschbach“, „Vieschbach“ und „Fischpach“ überliefert. Die heutige Schreibweise war nachweislich bereits 1499 und um 1600 in Gebrauch.
Das Waldhufendorf war im Jahre 1900 von einer 585 Hektar großen Waldhufenflur umgeben. Es entstand im Zuge der Deutschen Ostsiedlung durch Rodungen inmitten eines zusammenhängenden Waldgebiets, das unter anderem aus Friedewald, Karswald, Massenei, Dresdner, Laußnitzer und Königsbrücker Heide bestand. Die Lage des Ortes an der alten Landstraße von Radeberg über Arnsdorf nach Stolpen („Böhmische Glasstraße“) begünstigte seine Entwicklung. Die Bewohner Fischbachs lebten vorwiegend vom Fischfang und von der Landwirtschaft; sie bewirtschafteten 27 1/6 Hufen zu je 9 bis 12 Scheffel.
Bereits um 1500 bestand im Ort eine Pfarrkirche. Die Grundherrschaft in dem Amtsdorf Fischbach übte jahrhundertelang das Amt Stolpen aus. Im Jahre 1856 gehörte Fischbach – im Gegensatz zum nach Radeberg tendierenden Arnsdorf – zum Gerichtsamt Stolpen und kam danach zur Amtshauptmannschaft Pirna, dem späteren Landkreis Pirna. Auf Grundlage der Landgemeindeordnung von 1838 erlangte Fischbach seine Selbstständigkeit als Landgemeinde. Ab 1952 gehörte es zum Kreis Dresden-Land, nach dessen Auflösung dann zum Landkreis Kamenz und seit 2008 zum Landkreis Bautzen. 

### Eingemeindungen
Fischbach wurde im Zuge der Gemeindereform am 1. Januar 1999 in die Gemeinde Arnsdorf eingegliedert.

### Einwohnerentwicklung
Fischbach erlebte Ende des 19. Jahrhunderts einen starken Bevölkerungswachstum, welcher durch die Weltkriege abgeschwächt wurde. Die höchste Einwohnerzahl erreichte die Ortschaft in der Nachkriegszeit. Danach war die Bevölkerungszahl bis zur Eingemeindung nach Arnsdorf stark rückläufig.
| Jahr      | 1559 | 1764 | 1834 | 1871 | 1890 | 1910 | 1925 | 1939 | 1946 | 1950 | 1964 | 1990 |
| --------- | ---- | ---- | ---- | ---- | ---- | ---- | ---- | ---- | ---- | ---- | ---- | ---- |
| Einwohner | 256  | 285  | 498  | 559  | 635  | 825  | 788  | 845  | 1041 | 1094 | 888  | 768  |

Nach der Eingemeindung nach Arnsdorf stabilisierte sich die Bevölkerungszahl. Derzeit leben in Fischbach 1030 Einwohner (Stand: 27. Juni 2024).
| Jahr      | 2000 | 2003 | 2006 | 2009 | 2012 |
| --------- | ---- | ---- | ---- | ---- | ---- |
| Einwohner | 1019 | 1040 | 1037 | 1014 | 1009 |

## Politik

### Ortschaftsrat
Der Ortschaftsrat von Fischbach besteht seit der Kommunalwahl am 9. Juni 2024 aus sechs Ratsmitgliedern der folgenden Wählervereinigungen:
| Partei                                       | Sitze |
| -------------------------------------------- | ----- |
| Christlich Demokratische Union (CDU)         | 4     |
| Alternative für Deutschland (AfD)            | 1     |
| Zukunftsinitiative Arnsdorfer Gemeinde (ZAG) | 1     |

Die Wahlbeteiligung lag bei 74,6 %.

### Ortsvorsteher
Zur Ortsvorsteherin wurde das Ortschaftsratsmitglied Christine Valley (CDU) gewählt.

## Persönlichkeiten

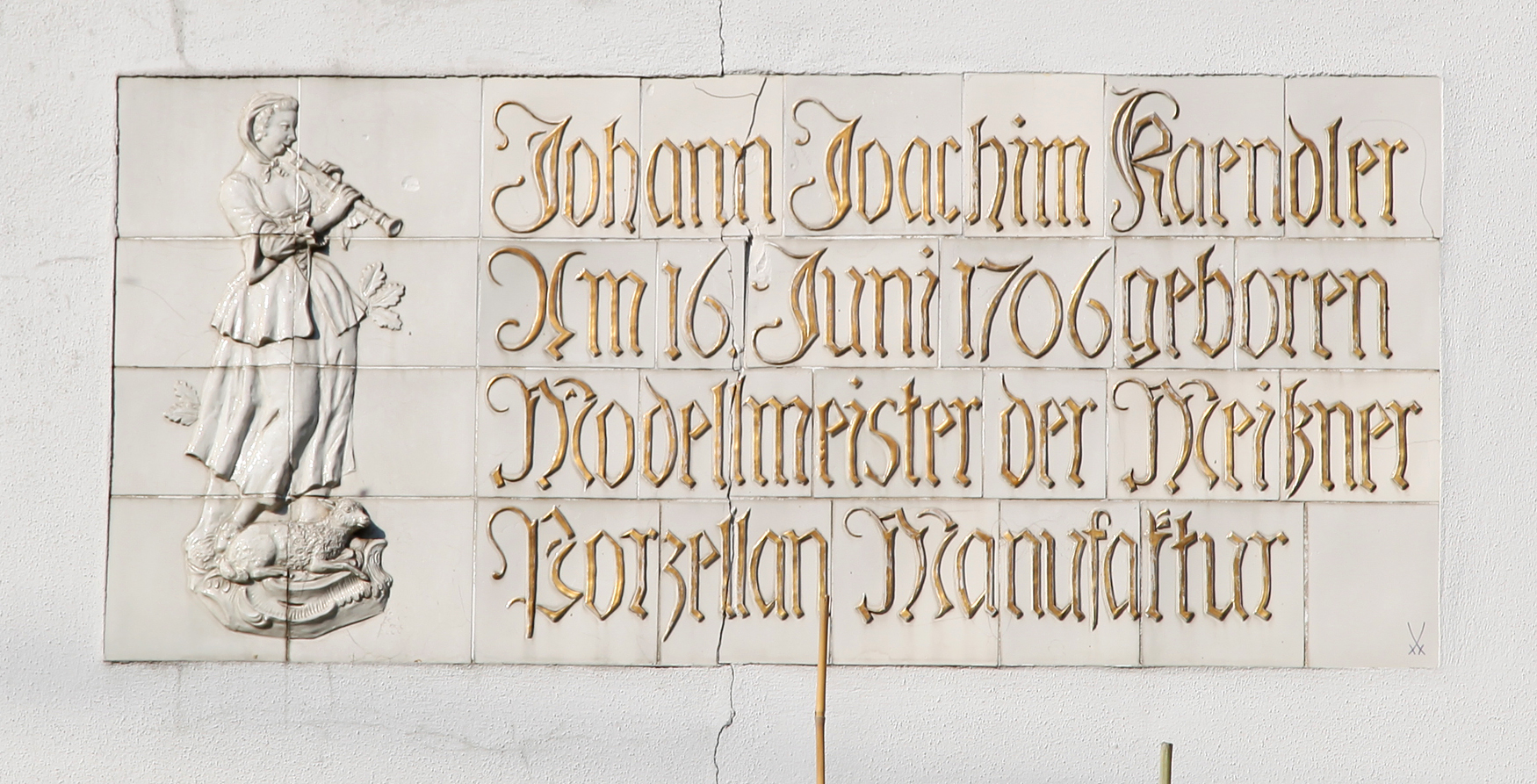
Gedenktafel am Geburtshaus Johann Joachim Kändlers

- Carl Adolph Kändler (1719–1762), Modelleur und Holzbildhauer in Rudolstadt
- Carl Friedrich Kändler (Frederick Kandler) (1712–1778), Gold- und Silberschmied in London
- Carl Rudolph Kändler (Charles Kandler) (1695–1753), Gold- und Silberschmied in London
- Christian Gottlob Kändler (1703–1766), Prediger in Leipzig und Rektor in Sangerhausen
- Christian Heinrich Kändler (1709–1765), Maler, Bossierer und Vorsteher in der Meißner Porzellanmanufaktur
- Johann Friedrich Kändler (1696–1730), Hofsteinmetzmeister in Dresden und Moritzburg
- Johann Joachim Kändler (1706–1775), Modelleur in der Meißner Porzellanmanufaktur
- Pfarrer Bernt Satlow (1933–1999)

## Sonstiges
Eine komplette Aufstellung der Kultur- und Baudenkmale ist auf der Liste der Kulturdenkmale in Fischbach zu finden, weitere Denkmale in der Liste von Denkmalen, Skulpturen und Ehrentafeln in Arnsdorf.